# Brique da Redenção

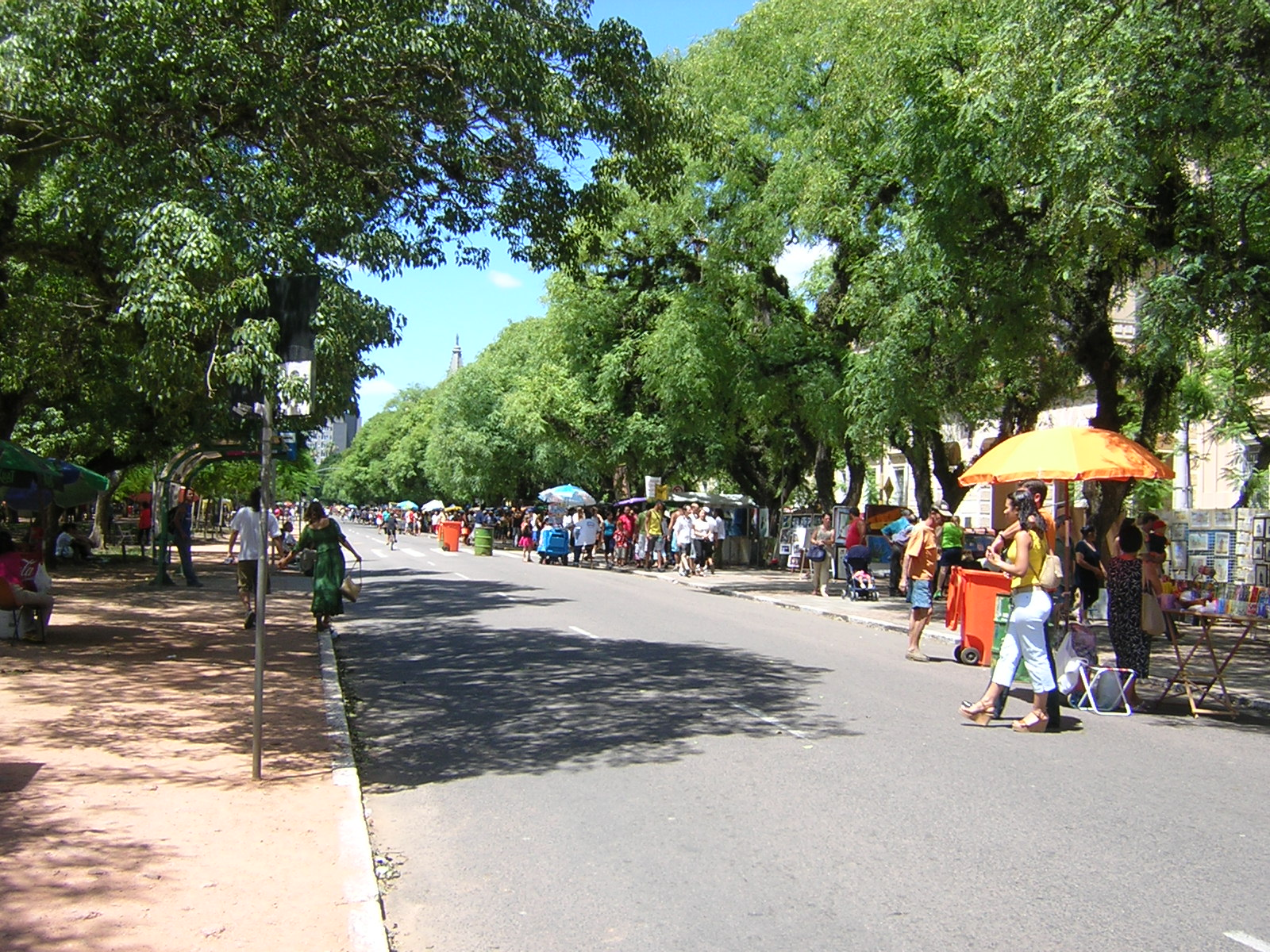
Panorama da Avenida José Bonifácio com as bancas do Brique da Redenção

O Brique da Redenção é uma tradicional feira de artesanato, artes e antiguidades e uma atração turística da cidade brasileira de Porto Alegre, que desde 1978 ocorre todos os domingos em toda a extensão da Avenida José Bonifácio, junto ao Parque da Redenção. Em 2005 o Brique foi declarado patrimônio cultural do Estado do Rio Grande do Sul.

## História
O Brique da Redenção se localiza numa região da cidade associada tradicionalmente à cultura. No Parque da Redenção (oficialmente Parque Farroupilha) desde o início do século XX foram instaladas várias unidades de ensino da Universidade Federal do Rio Grande do Sul, e a partir das décadas de 1970 e 1980 o bairro Bom Fim se tornou sinônimo de boemia, transgressão e fermentação política, atraindo uma população universitária que frequentava os cinemas Baltimore e Bristol e bares e casas de shows underground existentes ao longo da Avenida Osvaldo Aranha nas proximidades do cruzamento com a Avenida José Bonifácio, como o Bar Ocidente, o Bar Lola e o Bar Escaler, tinha no Parque um local para confraternizações, e mantinha bandeiras de renovação e mudança social e comportamental. Ao longo da abertura política da década de 1980 essas atividades ganharam crescente relevo na vida cultural de Porto Alegre. Nesse cenário de transformações, embora o Brique da Redenção esteja oficialmente no bairro Farroupilha, segundo a pesquisadora Nathalia Danezi ele está incluído no "novo mapa do Bom Fim", "tanto como reflexo destas novas apropriações do espaço público, quanto como catalisador destas apropriações".

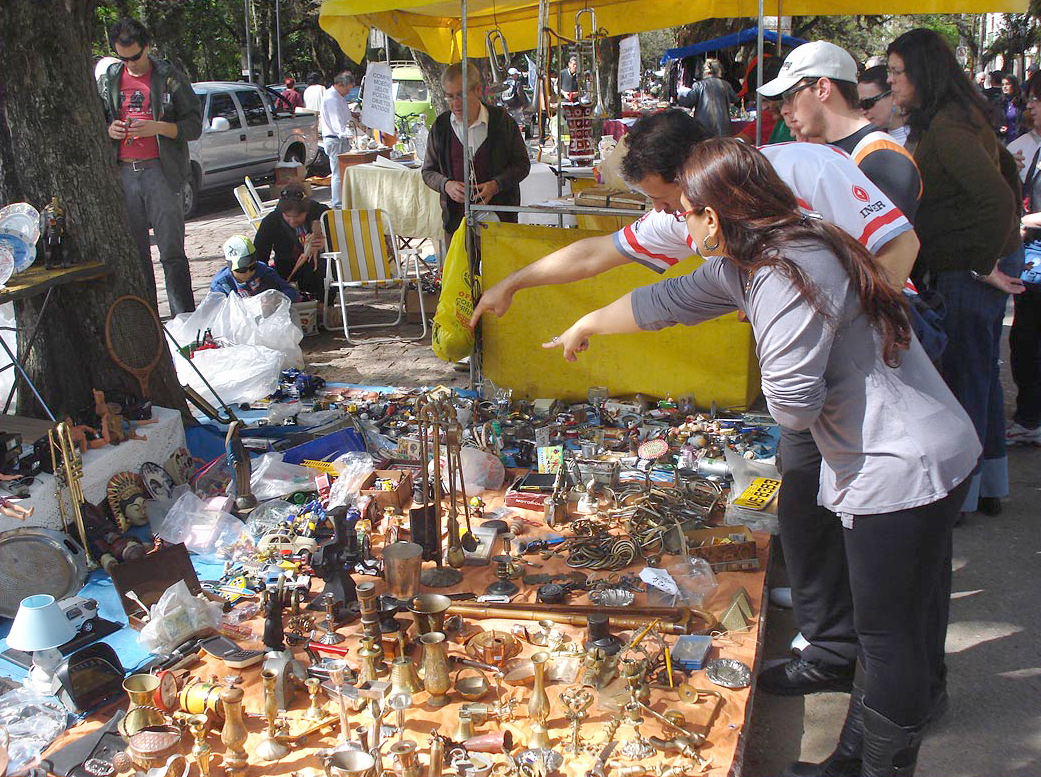
Banca de antiguidades

No fim da década de 1970 o mercado de antiguidades se consolidava na cidade, e em função disso, a Prefeitura Municipal reuniu um grupo interessado em implantar em Porto Alegre uma feira nos moldes da Feira de Tristán Narvaja de Montevidéu, do Mercado de Pulgas de Saint Ouen em Paris, e da Feira de San Telmo de Buenos Aires. O grupo foi articulado e coordenado por Fábio Coutinho, em conjunto com  Reginaldo Pujol, secretário municipal de Obras Públicas, e diversos nomes ligado às artes, à cultura e à política. A primeira feira funcionou no antigo Largo da Epatur, mas não teve muito sucesso. Foram cogitados outros locais, como a praça no Alto da Bronze e a Travessa da Paz, mas era pequenos demais. Então Coutinho sugeriu o Parque da Redenção, por ser amplo e de fácil acesso, tinha a vantagem de contar com a beleza natural do parque, e contribuiria para revitalizar a área.

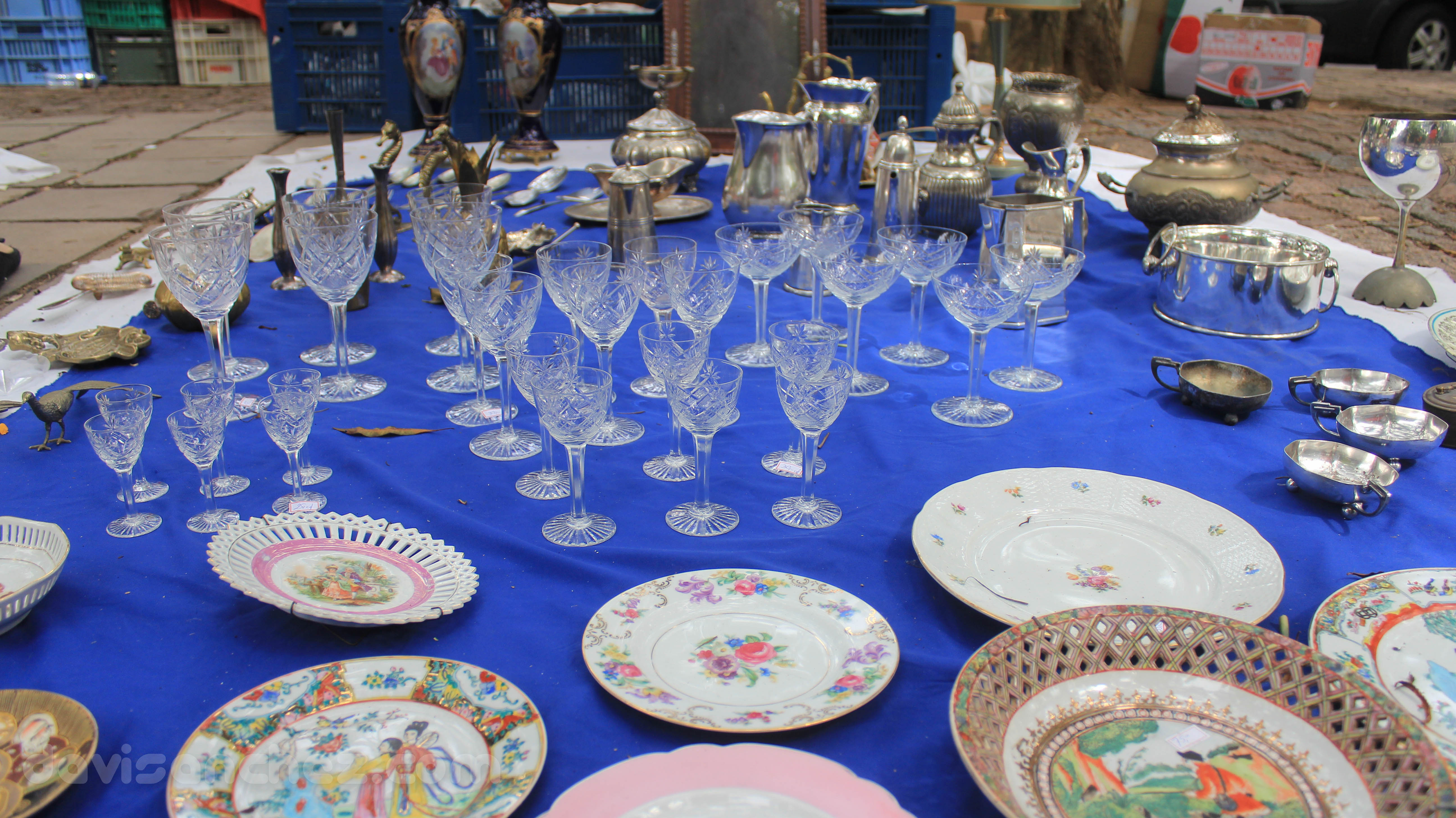
Louças e cristais antigos à venda no Brique

Decidida a mudança, foi criado o nome Brique da Redenção, e dentre os 50 candidatos, foi selecionado um grupo de 26 antiquários para compor a primeira feira, inaugurada em 19 de março de 1978, integrando as comemorações da 19ª Semana de Porto Alegre. O Brique foi oficializado no dia seguinte pelo Decreto nº 6.295, que considerou a necessidade de humanizar a cidade e favorecer encontro de pessoas, e o "extraordinário interesse turístico que vem despertando nas grandes capitais europeias e latino-americanas as denominadas Feira das Pulgas". Três semanas depois a feira já era ampliada com expositores convidados. Contudo, ainda não havia se formado uma "cultura domingueira" em Porto Alegre, e para atrair mais público foram organizados shows de música e apresentações de teatro de rua.

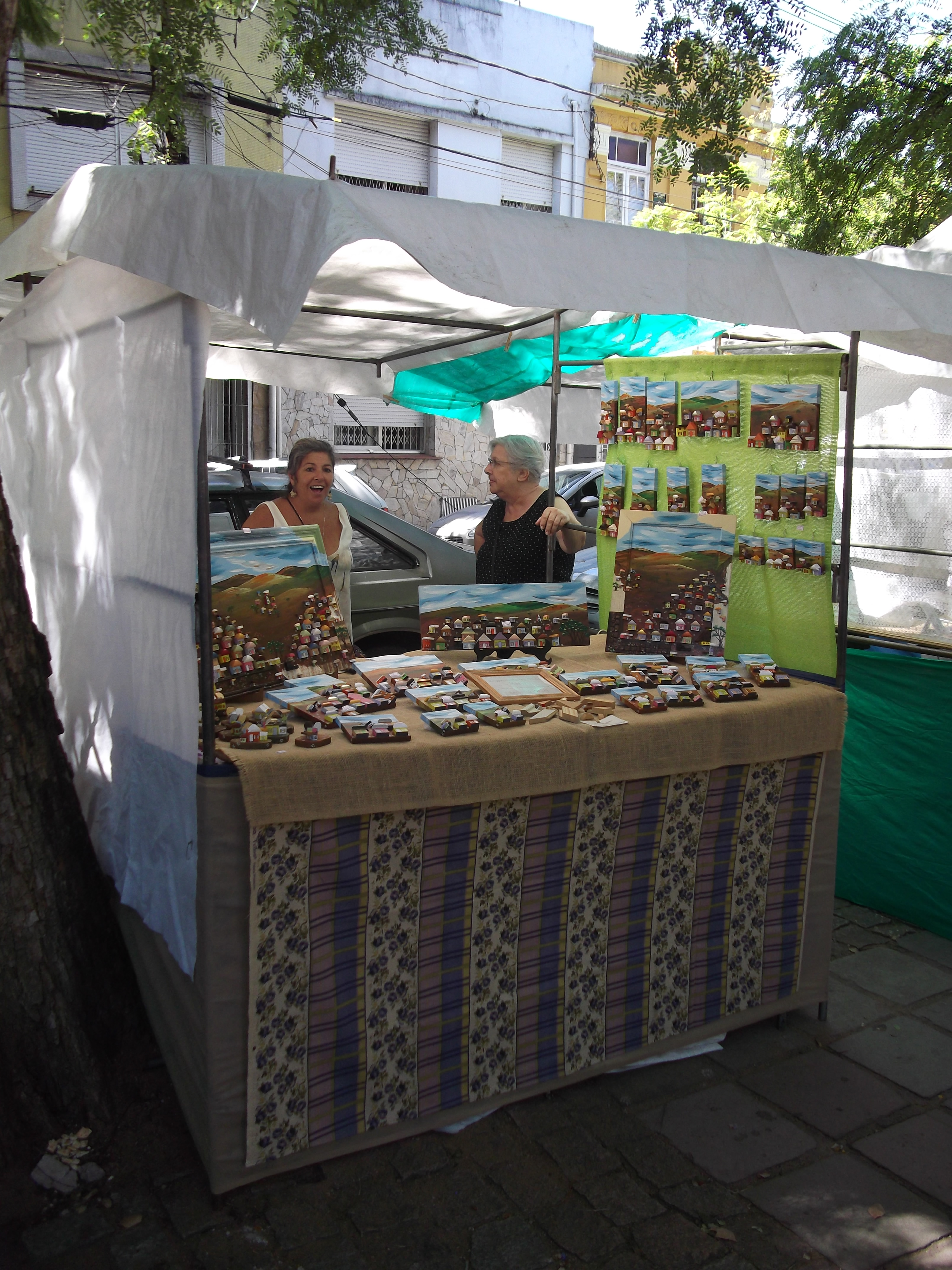
Uma banca de artesanato

Em 1982 um grupo de 40 artesãos e artistas plásticos, liderados por Paulo Filber e Berenice Aurora, começou a expor ao lado dos antiquários, surgindo em breve a Feira de Artesanato do Bom Fim e o Arte na Praça. Em 22 de março de 1983 a feira foi oficializada através do Decreto nº 8.193. Novamente foi invocada a necessidade de humanizar a cidade, mas também foi considerada necessidade de promover "o desenvolvimento das artes e dos ofícios, propiciando reais condições aos artistas populares de comercializarem seus produtos diretamente com o grande público".
Pouco depois as três feiras foram reunidas sob a denominação oficial de Feira Cultural da José Bonifácio, embora popularmente o nome Brique da Redenção já estivesse consagrado. Devido ao rápido crescimento no número de expositores, em 1989 foi realizado o Seminário Brique 90, para debater as adaptações necessárias sem que o Brique perdesse suas características essenciais. Nesta altura já era reconhecido como a maior manifestação cultural de rua da cidade. No seminário foi proposta a criação de um setor para comércio de alimentos. Em 28 de maio de 1992 a Lei nº 7.054 oficializou a Feira de Antiguidades, a Feira de Artesanato, a Arte na Praça e a Feira da Alimentação como eventos do Município.

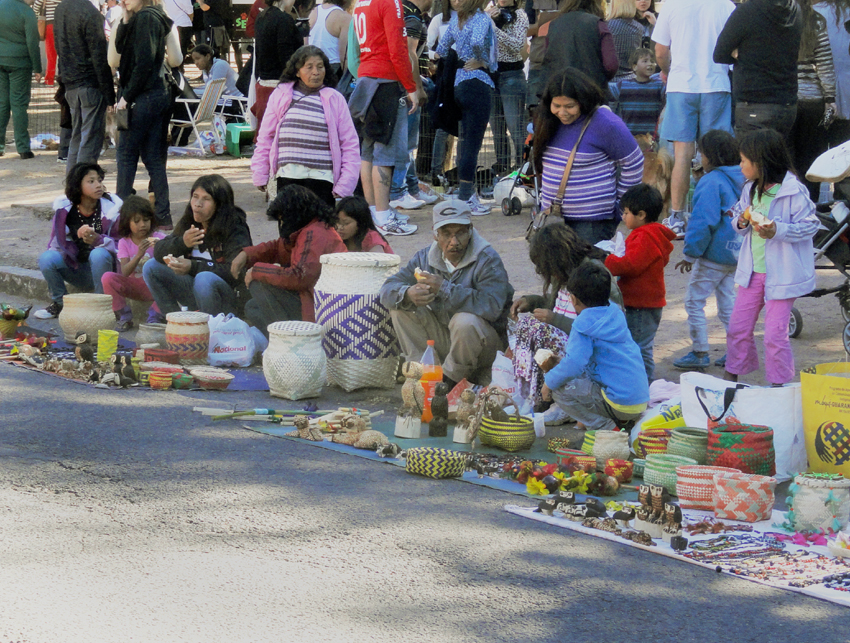
Artesãos indígenas não cadastrados vendendo suas peças junto ao Brique

Desde o fim da década de 1980 alguns artesãos indígenas começaram a expor seus produtos junto ao Brique, seu número rapidamente foi aumentando, gerando uma série de atritos com os expositores oficiais e o poder público, enquanto que alguns expositores os apoiavam. No final da década de 1990 os indígenas foram alocados num canteiro junto à Avenida Osvaldo Aranha, mas logo o espaço não foi suficiente. Em 2000 eles foram transferidos para uma loja no Mercado do Bom Fim, que fica diante do canteiro. A medida não resolveu o problema, pois a loja era pequena, muitos continuaram ocupando o canteiro e já se espalhavam para outros trechos da Avenida José Bonifácio. Em 2003 foi feito um acordo, o canteiro foi organizado e foram cedidos 38 boxes para os indígenas, mas isso também não foi suficiente e a polêmica continuava. Os indígenas também eram acusados de vender produtos que não eram de sua autoria e usar a loja do Mercado apenas como depósito. Em junho de 2007 o Ministério Público interveio em favor dos indígenas, sem que os conflitos fossem pacificados. Cinco meses depois houve um enfrentamento com policiais e um indígena foi ferido por um tiro. Outras tentativas de acordo não tiveram sucesso a até o presente a disputa permanece ativa.
Em 26 de outubro de 2005 foi sancionada lei estadual declarando o Brique como patrimônio cultural do Estado do Rio Grande do Sul. Em 2011 sua organização e estrutura física foram remodeladas, incluindo criação de um regulamento, redefinição do espaço destinado a cada expositor, implantação de bancas padronizadas, normas para exibição dos objetos, criação de um novo pórtico e mudança na disposição dos expositores de antiguidades, que antes se posicionavam de frente para as edificações da Avenida José Bonifácio, e então foram virados para o parque, dando origem ao formato atualmente conhecido. Também foram produzidos produtos de divulgação como uma cartilha, camisetas e sacolas ecológicas, e foram lançados um portal na internet e um jornal.
Durante a pandemia de covid-19 o funcionamento foi suspenso de março a setembro de 2020, sendo retomado com precauções de segurança e um número pequeno de expositores. Quando o estado foi declarado com nível bandeira preta foi suspenso novamente por alguns meses. As interrupções geraram grande prejuízo e, para vários expositores que dependiam apenas do Brique para seus rendimentos, significaram sérias dificuldades de sobrevivência, sendo organizada uma campanha de doações. A retomada foi lenta, e em 2022 o movimento ainda era fraco, comparado ao período pré-pandemia.
Em 2023 foram comemorados os seus 45 anos com concerto ao ar livre da Orquestra Jovem do Rio Grande do Sul, shows de música e dança e desfile de carros antigos. Também foi lançada a medalha comemorativa Medalha Brique da Redenção 45 Anos.

## O Brique
Acontece todos domingos em toda a extensão da Avenida José Bonifácio, limite leste do Parque da Redenção. Sua administração é realizada pela Secretaria Municipal de Desenvolvimento Econômico e Turismo através da Coordenação Geral do Brique da Redenção, em parceria com as Comissões Deliberativas de cada setor do Brique. A denominação Brique da Redenção abrange na verdade quatro feiras independentes: a Feira de Antiguidades de Porto Alegre (cujo nome oficial é Brique da Redenção), a Feira de Artesanato do Bom Fim, a Arte na Praça, e a Feira de Alimentação.
Em 2023 havia 180 bancas de artesanato, 66 de antiguidades, 26 de artes plásticas e seis de venda de alimentos e bebidas. Os expositores são selecionados através de seleção pública organizada pela Unidade de Fomento da Secretaria. Para os que vendem artesanato os critérios de seleção levam em conta criatividade, desenvolvimento técnico e ineditismo.
Na feira os expositores vendem artesanato em couro, prata, fibras, madeira, resina, ferro, gesso, vidro e porcelana, antiguidades (peças raras e colecionáveis como joias, móveis, utensílios variados, livros, revistas, selos e discos de vinil), artes plásticas (pinturas, caricaturas, gravuras e esculturas) e alimentos (dos quitutes da culinária baiana, às especiarias árabes, integrais e vegetarianas).

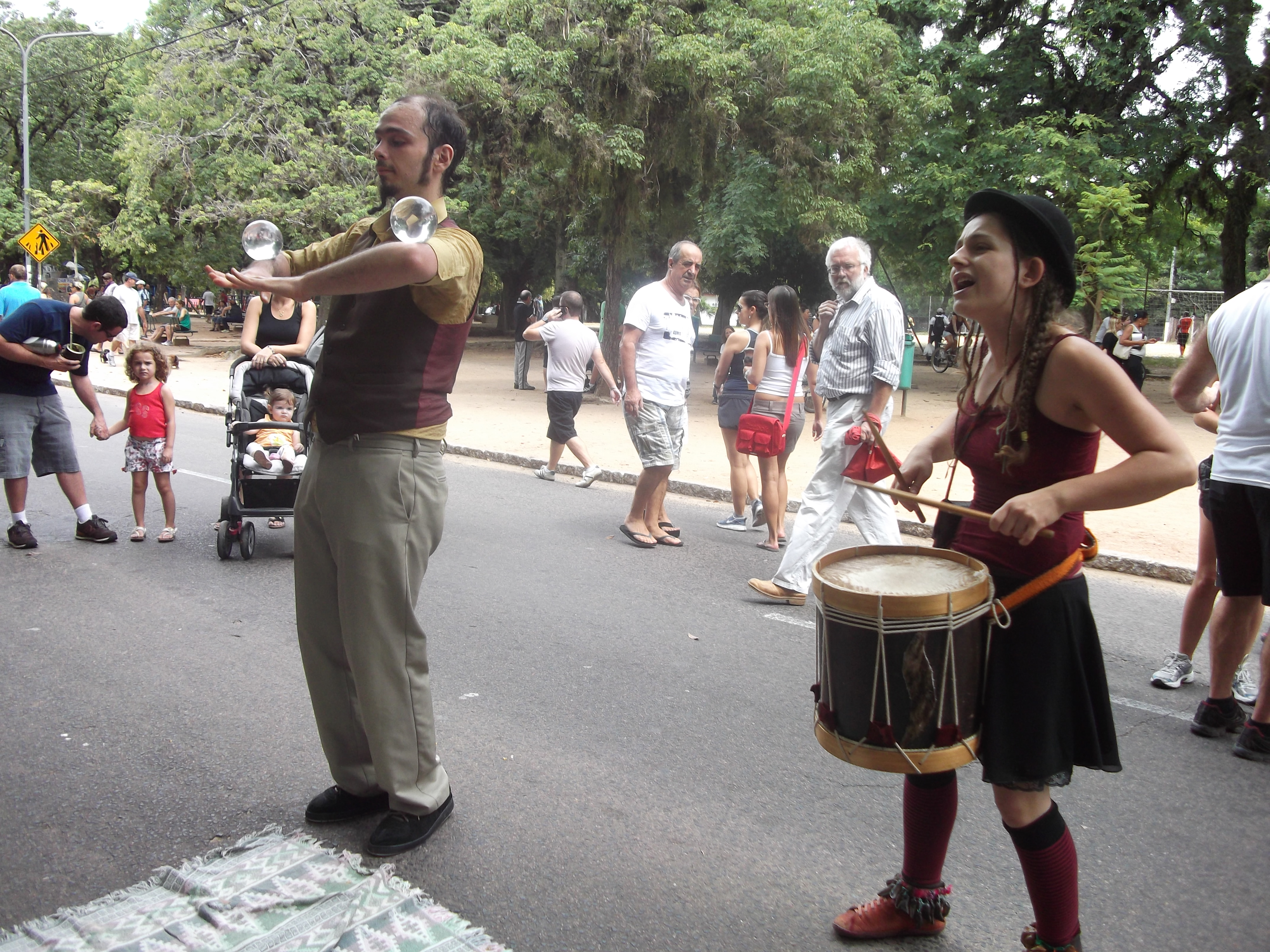
Artistas de rua

O Brique se tornou uma das atrações mais tradicionais da cidade, Em 2001 Renata Valdejão, enviada especial da Folha de S.Paulo, publicou matéria dizendo:
"O Brique da Redenção extrapola os limites de uma simples feira de artesanato e antiguidades. Trata-se de um verdadeiro palco dos hábitos e da cultura do morador da capital. É para lá que deve se dirigir, aos domingos, o interessado em conhecer de perto o porto-alegrense em seus muitos matizes. O dia começa sem pressa. As 179 barraquinhas de artesanato, 66 de antiguidades, 40 de artes plásticas e 12 de gastronomia e produtos típicos vão sendo montadas, lado a lado, em frente ao enorme Parque Farroupilha, mais conhecido como Redenção. A elas vão se juntando os primeiros domingueiros, munidos de mateira e cuia para o chimarrão. Dentro em pouco, o lugar se transforma num formigueiro. [...] E o que acontece a seguir vai deliciando olhos, ouvidos e coração: esquetes de peças teatrais, música, acrobacia, mímica e palhaçadas. A farândola é mais intensa por volta das 14h. Não é preciso sair para comer, pois a região tem farta oferta de bares e restaurantes. Dá a impressão de que as pessoas nem precisam combinar encontros aos domingos. Se quiserem ver os amigos, é só dar uma passadinha no Brique".
Em 2011 cerca de 50 mil visitantes passavam por suas bancas a cada domingo. Em 2017 foi homenageado pela Câmara de Vereadores, sendo assinalada sua importância histórica, cultural e econômica. Nas palavras da vereadora Monica Leal, "o Brique mora no coração dos gaúchos".

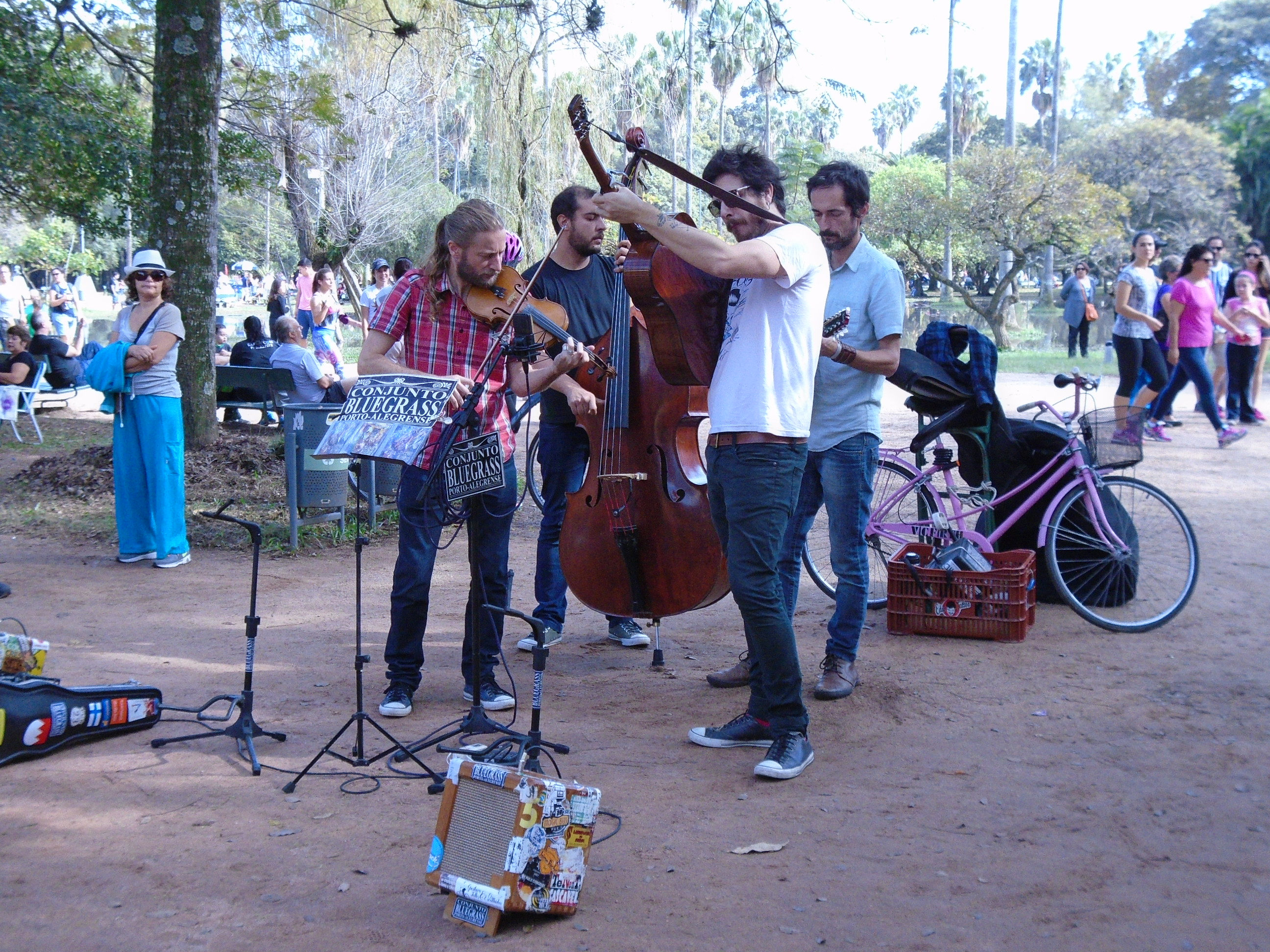
Apresentação do Conjunto Bluegrass Porto-Alegrense junto ao Brique

O grande afluxo de pessoas na área atrai também artesãos indígenas, vendedores ambulantes, artistas de rua, músicos, bancas para adoção de animais, grupos de manifestação política e organizadores de campanhas. A presença de vendedores ambulantes e indígenas não filiados oficialmente ao Brique tem gerado uma série de tensões e disputas por espaço. Apesar disso, segundo Danezzi, "o Brique da Redenção é frequentemente associado à ideia de diversidade, convivência, trocas culturais e democracia, seja nos sites turísticos da capital gaúcha, seja em trabalhos acadêmicos, [...] criando uma atmosfera quase mística. Inegável é o fato de que, ao menos para grande parte da população porto-alegrense, não existem dúvidas sobre o Brique da Redenção ter se estabelecido como um dos espaços mais tradicionais, pulsantes e significativos de Porto Alegre e que esta atmosfera mística permeia o imaginário urbano".